# Edificio de la Asamblea Nacional de Corea del Sur

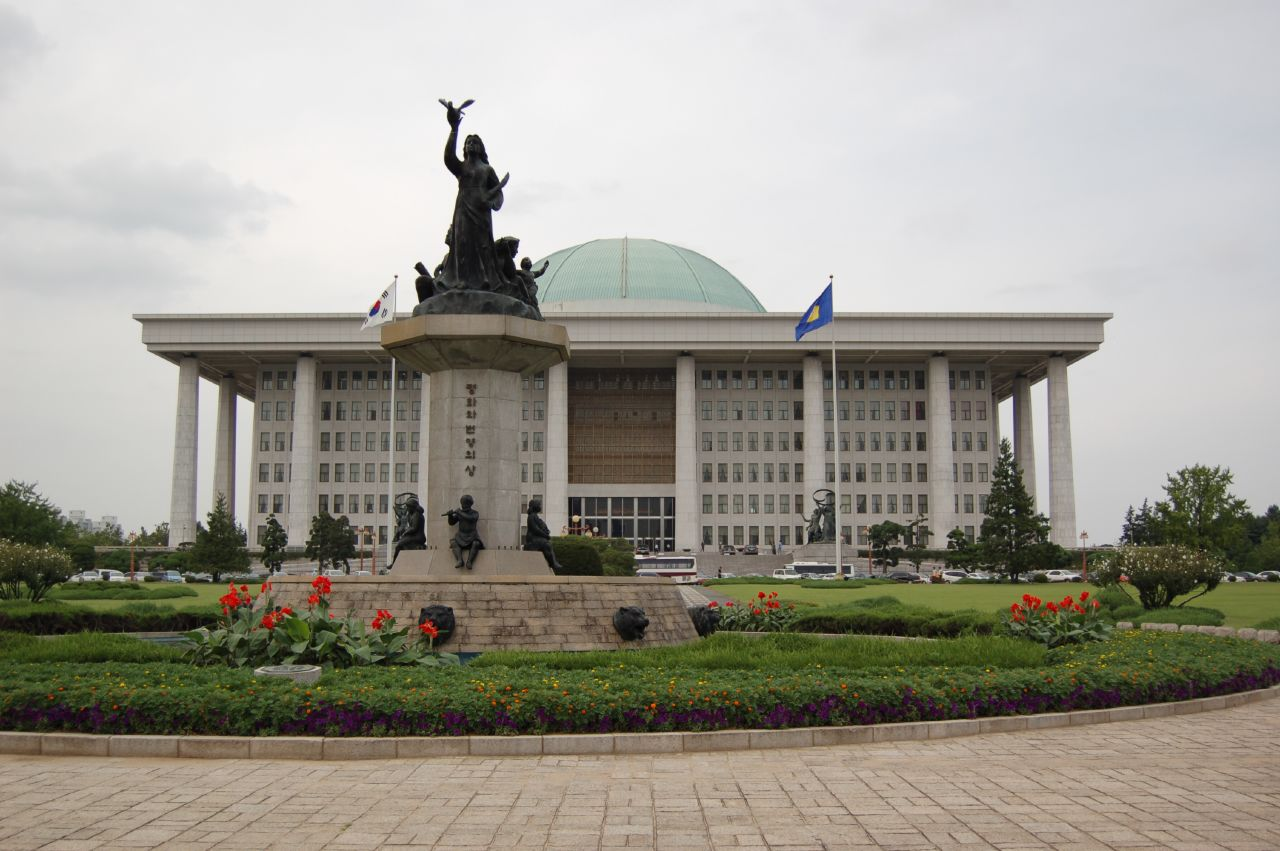
Edificio de la Asamblea Nacional de Corea del Sur

El Edificio de la Asamblea Nacional de Corea del Sur (en coreano: 국회의사당; Hanja: 國會議事堂; RR: Gukhoeuisadang) es un edificio en Yeouido, distrito de Yeongdeungpo-gu, Seúl, que sirve como sede de la Asamblea Nacional de Corea del Sur.

## Historia
El edificio actual se terminó de construir en 1975. Antes de 1975, el gobierno surcoreano utilizaba el Bumingwan, de la época colonial japonesa, que ahora ocupa el Consejo Metropolitano de Seúl. La cámara plenaria tiene capacidad para 400 personas, aparentemente como preparación para los nuevos legisladores en caso de que se produzca la reunificación coreana.

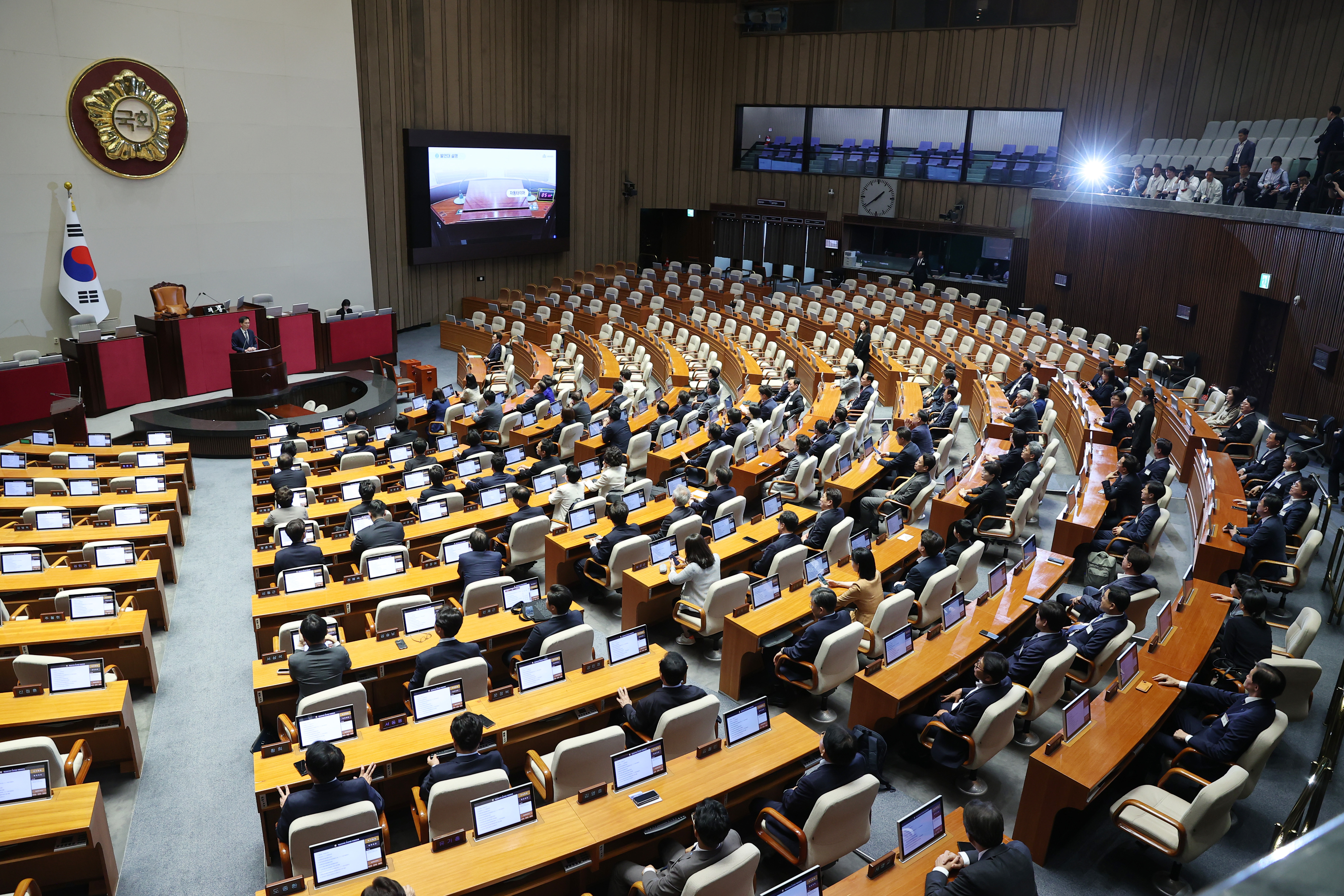
Interior de la Asamblea Nacional de Corea del Sur

La Sala de Actos de la Asamblea Nacional de Corea del Sur se ha utilizado para las tomas de posesión de varios presidentes de Corea del Sur: Roh Tae-woo en 1988, Kim Young-sam en 1993, Kim Dae-jung en 1998, Roh Moo-hyun en 2003, Lee Myung-bak en 2008, Park Geun-hye en 2013, Moon Jae-in en 2017 y Yoon Suk-yeol en 2022.
Durante la crisis de la Ley marcial de Corea del Sur de 2024, el presidente surcoreano Yoon Suk-yeol envió tropas para asaltar el edificio donde se produjeron enfrentamientos entre soldados y civiles, incluyendo personal parlamentario. Se impidió a los soldados acceder a la sala de sesiones, lo que permitió a los legisladores rechazar la declaración de la ley marcial y obligó a los militares a retirarse del lugar.

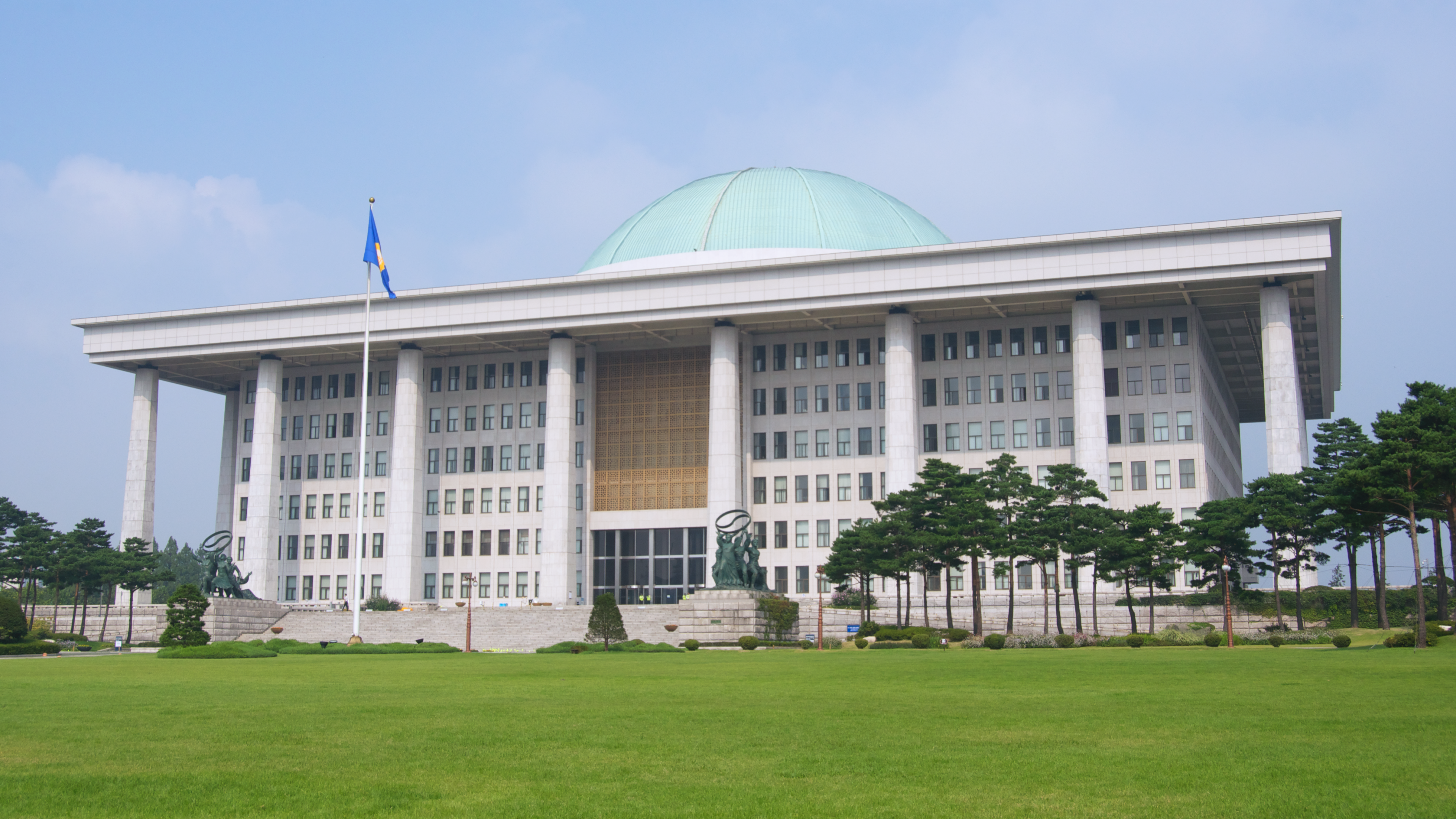
Edificio de la Asamblea Nacional de la República de Corea